# Francesco Stelluti
Francesco Stelluti, né le 12 janvier 1577 à Fabriano et mort en novembre 1652 à Rome, est un naturaliste et poète italien.

## Biographie
Né à Fabriano, dans l’État de l’Église, en 1577, il se livra de bonne heure à l’étude des mathématiques, sans négliger les belles-lettres. L’ardeur qu’il mit à acquérir des connaissances de tout genre l’ayant fait entrer en relation avec le prince Cesi, il fut le premier que ce seigneur admit dans l’Académie des Lyncéens. Il y prit le nom de Tardigrade, et sa devise était : Quo serius, eo citius. Ce fut en 1603. Depuis ce temps, il se distingua par le zèle qu’il mit à participer aux travaux de cette société. Le prince le chargea de faire connaître la découverte qu’on avait faite, sur son domaine d’Acquasparta, d’une veine de bois fossile. C’est ce que Stelluti exécuta par l’ouvrage suivant : Trattato del legno fossile nuovamente scoperto, Rome, chez Mascardi, 1637, de 12 pages, avec 13 figures en cuivre. Il fut traduit en latin par Daniel Major et inséré dans les Actes de l’Académie des Curieux de la Nature (1er, 3e année, p. 523 à 531). Naudé, dans le Mascurat, p. 472, prétendit que ce n’était pas du bois fossile, mais des troncs d’arbres ensevelis depuis des siècles par quelque tremblement de terre. Stelluti avait fait preuve de bonne volonté plutôt que de talent poétique, par deux épithalames, l’un sur les noces du prince Cesi, en 1617, et l’autre sur celles de son frère, en 1631. Son attachement pour ce prince s’étendit au-delà du trépas ; car, l’ayant perdu en 1630, il rendit à sa veuve tous les services qui étaient à sa disposition. Il prit surtout à cœur de soutenir le courage et la persévérance des Lyncées, regardant l’établissement de cette société comme le plus beau titre de gloire du prince. Il essaya de lui procurer un nouveau protecteur parmi les plus grands seigneurs de Rome. Il s’en expliquait dans une lettre qu’il adressait, quinze jours après cette perte, au commandeur Cassiano dal Pozzo, l’un des plus ardents protecteurs du Poussin, et il désignait, comme le plus digne de cette place, le cardinal Barberini ; mais ce prélat ne se montra pas disposé à se rendre à ses vœux. Bientôt les membres de cette société, privés d’un chef qui les animât, se dispersèrent. Stelluti seul persistait, et dans toutes les occasions, il rappelait quelles obligations l’on avait aux Lyncéens, notamment dans la préface d’une traduction de Perse, en deux livres, in versi sciolti, Rome, Mascardi, 1637. Il publia un autre ouvrage, intitulé Della fisonomia di tutto il corpo humano, di Gio. Battista della Porta, in tavole sinottiche ridotta, Rome, 1637, in-4°. Il cherchait principalement à faire terminer l’impression de l’abrégé de l’histoire des plantes du Mexique de Francisco Hernández, fait par Recchi. Ce travail, commencé dès l’année 1612, se trouvait terminé en 1628 ; mais on était effrayé des frais qui restaient encore à faire pour sa publication. Enfin la persévérance de Stelluti fut récompensée : Alphonse Turiano, ambassadeur du roi d’Espagne à Rome, seigneur également zélé pour le progrès des sciences et pour la gloire de son pays, subvint à tous les frais nécessaires. Il acquit par là le droit de la dédier à son souverain, Philippe IV, en lui souhaitant salutem et victorias et en lui vantant la munificence que son aïeul Philippe II avait déployée à l’égard de Hernández ; Stelluti s’applaudit de voir enfin les travaux de ses confrères les Lyncéens mis au grand jour (1651) ; car au fond les commentaires ajoutés au texte de Recchi ne sont autre chose que les mémoires de cette société, dont les travaux furent interrompus trop tôt.